# Georges Achille-Fould
Achille Valérie Fould conocida como Georges Achille-Fould, Georges Achille-Fould Stirbey (Asnières, 24 de agosto de 1865-Uccle, 24 de agosto de 1951) fue una pintora francesa.

## Biografía
Su madre era la actriz Valérie Simonin, y su padre el político y escritor Gustave Fould. A ella y a su hermana mayor Consuelo las adoptó el príncipe George Barbu Știrbei cuando se volvió a casar su madre un tiempo después de fallecer su padre, lo que les permitió heredar en Courbevoie el Parque de Bécon que albergaría luego el Museo Roybet Fould.
Consuelo y Georges estudiaron pintura con Léon Comerre, Antoine Vollon y Albert Dawant. Sus obras principales incluyen representaciones a tamaño real de escenas de género en trajes del siglo XVI al siglo XVIII.
Georges Achille-Fould fue miembro de la Société des Artistes Français y expuso en su salón. En la Exposición Universal de París de 1900 recibió una medalla de bronce como premio.